# Saïd Ali Mohamed
Pour les articles homonymes, voir Mohamed.
Saïd Ali Mohamed, né en 1946, est un homme politique comorien.

## Biographie
Il est Premier ministre des Comores du 26 mai 1993 au 19 juin 1993, date où il est remplacé par Ahmed Ben Cheikh Attoumane. Il est aussi Premier ministre par intérim du 31 octobre 1995 au 26 janvier 1996, le Premier ministre en place Caabi El-Yachroutu Mohamed assurant l'intérim de la Présidence du pays.